# Pławno Wielkie
Pławno Wielkie (Pławne Duże) – jezioro na Pojezierzu Choszczeńskim, położone w województwie zachodniopomorskim, w powiecie choszczeńskim, w gminie Bierzwnik o powierzchni 25,91 ha. Maksymalna głębokość jeziora wynosi 5,4 m. Pławno Wielkie znajduje się ok. 0,3 km na zachód od jeziora Pławno Małe i ok. 1,8 km na zachód od wsi Zieleniewo.
Zbiornik znajduje się w zlewni Stobnicy należącej do zlewni rzeki Iny. W typologii rybackiej jest to jezioro karasiowe
Północny i zachodni brzeg jeziora stanowi fragment granicy między gminą Bierzwnik a gminą Krzęcin.